# Téa Leoni
Téa Leoni, pseudonimo di Elizabeth Téa Pantaleoni (New York, 25 febbraio 1966), è un'attrice statunitense.

## Biografia
Nata a New York il 25 febbraio 1966 da padre statunitense di origini italiane e polacche, Anthony Pantaleoni, e da madre statunitense di origini inglesi, Emily Ann Patterson. Discende dalla famiglia Pantaleoni di Macerata; il suo bisnonno, Guido Pantaleoni, figlio del senatore Diomede e fratello dell'economista Maffeo, emigrato negli USA, fu tra i fondatori della Westinghouse Electric Company, una delle più grandi aziende energetiche americane. È nipote dell'attore Hank Patterson, dell'attrice Helenka Adamowska Pantaleoni, figlia a sua volta di due importanti musicisti, Józef Adamowski e Antonina Szumowska-Adamowska. Tea studia psicologia e antropologia presso il Sarah Lawrence College, e solo in un secondo momento manifesta interesse per la recitazione.
Dopo aver lavorato come modella nel campo della pubblicità, inizia a recitare in alcune sit-com e soap opera, come Santa Barbara dove ha ricoperto il ruolo di Lisa DiNapoli, debutta sul grande schermo nel 1991 nel film Nei panni di una bionda di Blake Edwards, successivamente è al fianco di Will Smith e Martin Lawrence in Bad Boys. Il vero successo arriva nel 1998, con l'interpretazione nel film catastrofico Deep Impact, al quale seguono The Family Man, il blockbuster Jurassic Park III e Hollywood Ending, diretto da Woody Allen. Nel 2005 recita al fianco di Jim Carrey in Dick e Jane - Operazione furto, e nel 2011 con Ben Stiller nel film  Tower heist - Colpo ad alto livello. Dal 2014 al 2019 ha interpretato Elizabeth McCord in Madam Secretary.

## Vita privata
È stata sposata dal 1991 al 1995 con il produttore di spot televisivi Neil Tardio, dal quale ha divorziato.
È stata a lungo legata al collega David Duchovny, col quale si sposò nel 1997 e dal quale ha avuto due figli (Madelaine West, nata nel 1999, e Kyd Miller, nato nel 2002). La coppia si è separata nel 2008 per qualche mese, per poi in seguito riavvicinarsi. Qualche anno più tardi la rottura definitiva, con la separazione nel 2011 e il divorzio nel 2014.
Dal 2014 è fidanzata con l'attore Tim Daly, con cui è convolata a nozze il 12 luglio 2025.

## Citazioni e omaggi
- L'asteroide 8299 Téaleoni ha preso il suo nome.

## Filmografia

### Cinema
- Nei panni di una bionda (Switch), regia di Blake Edwards (1991)
- Ragazze vincenti (A League of Their Own), regia di Penny Marshall (1992)
- Wyatt Earp, regia di Lawrence Kasdan (1994)
- Bad Boys, regia di Michael Bay (1995)
- Amori e disastri (Flirting with Disaster), regia di David O. Russell (1996)
- Deep Impact, regia di Mimi Leder (1998)
- There's No Fish Food in Heaven, regia di Eleanor Gaver (1998)
- The Family Man, regia di Brett Ratner (2000)
- Jurassic Park III, regia di Joe Johnston (2001)
- Hollywood Ending, regia di Woody Allen (2002)
- People I Know, regia di Dan Algrant (2002)
- House of D - Il mio amico speciale (House of D), regia di David Duchovny (2004)
- Spanglish - Quando in famiglia sono in troppi a parlare (Spanglish), regia di James L. Brooks (2004)
- Dick e Jane - Operazione furto (Fun with Dick and Jane), regia di Dean Parisot (2005)
- You Kill Me, regia di John Dahl (2007)
- Ghost Town, regia di David Koepp (2008)
- Il profumo del successo (The Smell of Success), regia di Michael Polish (2009)
- Tower Heist - Colpo ad alto livello (Tower Heist), regia di Brett Ratner (2011)
- Death of a Unicorn, regia di Alex Scharfman (2025)

### Televisione
- Santa Barbara – soap opera, 6 puntate (1986)
- Flying Blind – serie TV, 22 episodi (1992-1993)
- Come Cenerentola (The Counterfeit Contessa), regia di Ron Lagomarsino – film TV (1994)
- The Naked Truth – serie TV, 51 episodi (1995-1998)
- Frasier – serie TV, 1 episodio (1995)
- X-Files (The X-Files) – serie TV, episodio 19x07 (2000)
- Spring/Fall, regia di Jake Kasdan - film TV (2011)
- Madam Secretary – serie TV, 120 episodi (2014-2019)
- Only Murders in the Building – serie TV, episodio 4x10 (2024)

## Doppiatrici italiane
Nelle versioni in italiano delle opere in cui ha recitato, Téa Leoni è stata doppiata da:
- Eleonora De Angelis in The Naked Truth, Deep Impact, Jurassic Park III, Spanglish - Quando in famiglia sono in troppi a parlare, Dick e Jane - Operazione furto, Ghost Town, Tower Heist - Colpo ad alto livello
- Liliana Sorrentino in Come Cenerentola, Il profumo del successo
- Claudia Catani in Madam Secretary, Death of a Unicorn
- Sabrina Duranti in X-Files
- Micaela Esdra in Bad Boys
- Renata Bertolas in Amori e disastri
- Stella Musy in The Family Man
- Cristiana Lionello in Hollywood Ending
- Georgia Lepore in People I Know
- Emilia Costa in House of D - Il mio amico speciale
- Chiara Colizzi in Only Murders in the Building